# Сиви пиринчев пацов
Сиви пиринчев пацов или сиви пиринчев хрчак (лат. Eremoryzomys polius, енгл. gray rice rat, рус. Серый рисовый хомяк) је врста глодара из породице хрчкова (Cricetidae).

## Распрострањење
Перу је једино познато природно станиште врсте.

## Станиште
Сиви пиринчев пацов има станиште на копну.

## Угроженост
Подаци о распрострањености ове врсте су недовољни.

### Популациони тренд
Популациони тренд је за ову врсту непознат.